# Odra (Hrvatska)
Odra je rijeka u Hrvatskoj, lijevi pritok rijeke Kupe koja u dužini od 45 km teče kroz Turopolje i Odransko polje.

## Opis
Izvorište rijeke Odre nije točno definirano. Prije melioracijskih zahvata izvorištem se smatrala rijeka Lomnica, koja izvire na istočnim obroncima Plješivice na nadmorskoj visini od 240 m. No melioracijski i protupoplavni zahvati značajno su izmijenili tok rijeke Lomnica te se ona sada ulijeva u odteretni kanal Sava-Odra kod sela Mraclin. Kanal Sava-Odra konačno utječe u rijeku Odru u blizini sela Veleševec.
Danas se izvorištem rijeke smatra područje između Donjeg Podotčja i Čičke Poljane gdje se spaja više lokalnih potoka: Kosnica, Ribnica i Siget. Ti su potoci neaktivni tijekom sušnih razdoblja pa je i količina vode u rijeci tada znatno manja. Sam tok rijeke Odre prekinut je odteretnim kanalom Sava-Odra već na šestom kilometru od mjesta njenog nastanka. Njene se vode u Čičkoj Poljani, kod sifona Odra, skreću u melioracijski kanal a djelomično se propuštaju u kanal. Sam kanal spaja se s odteretnim kanalom Sava-Odra kod mjesta Veleševec. Južno od odteretnog kanala tok rijeke je gotovo netaknut. U blizini Kazneno-popravnog zavoda Turopolje eksploatira se šljunak što je dovelo do stvaranja umjetnih jezera. Rijeka nakon toga ulazi u šume Turopoljskog luga i osim ušća odteretnog kanala njenih 38 km toka su ostali netaknuti. Kako je visinska razlika između izvorišta rijeke i njenog ušća manja od 3 m, rijeka je sklona izlijevanju iz svog korita. Na putu od Čičke Poljane do ušća, rijeka prima nekoliko pritoka s desne strane, od kojih su najznačiji potoci Buna i Lekenik, koji izviru u Vukomeričkim goricama.
Rijeka od svog novog izvorišta pokraj Čičke Poljane do ušća ima duljinu od približno 45 km. Ako se rijeka Lomnica i dalje uzima u obzir kao glavni izvorišni rukavac Odre, onda je ukupna duljina rijeke oko 83 km. Površina porječja rijeke 604 km2.
Svojim tokom protiče kroz nizinu, rubom šume ili kroz šumu. Od kanala Sava-Odra, pa do sela Odra Sisačka uz njen tok nema naselja. Bogata je i životinjskim svijetom (dabrovi, ribe, barske kornjače, zmije bjelouške), a njenom se vodom na skrivenim mjestima napajaju mnoge šumske životinje, primjerice divlje svinje, srne, jeleni i lisice.
Vlažne livade Odranskog polja predstavljaju najvažnije područje gniježđenja kosca (Crex crex) u Hrvatskoj i Europi, a poplavne šume hrasta lužnjaka stanište su štekavca (Haliaeetus albicilla).

## Vanjske poveznice

### Sestrinski projekti
|  | Zajednički poslužitelj ima još gradiva o temi rijeka Odra |

### Mrežna sjedišta
- www.sru-odra.hr – Rijeka Odra  Arhivirana inačica izvorne stranice od 5. ožujka 2016. (Wayback Machine)
- www.ptice.hr – Vlatka Dumbović-Ružić: »Turopolje i Odransko polje«  Arhivirana inačica izvorne stranice od 23. kolovoza 2018. (Wayback Machine)